# Eugène Durassier
Eugène Georges Durassier, né à Paris (12e) le 12 septembre 1862 et mort  à Paris (14e) le 16 mars 1944, est un sculpteur français.

## Biographie
Fils d'un ébéniste, Pierre-Eugène Étienne Durassier et d'une couturière, Catherine Bouly, élève de Jean Vion, sociétaire du Salon des artistes français, où Eugène Durassier expose depuis 1906, il y obtient une mention honorable en 1912 et y présente en 1929 un Plâtre. 
On lui doit aussi des Monuments aux morts (Beuvillers, Rostrenen, Montaigu, Souesmes).